# 투 오브 아 카인드
《투 오브 아 카인드》(영어: Two of a Kind)는 1998년부터 1999년까지 방영된 미국의 시트콤이다.